# Хуршоди
Хуршоди, или Хошады (тадж. Хушодӣ; до 2024 года — Хушоди)  — село на юго-западе Таджикистана, у таджикско-афганской и таджикско-узбекской границ, на правом берегу реки Кафирниган, притока Амударьи, к востоку от хребта Койкитау (южное окончание хребта Туюнтау), в 13 км к северу от Айваджа и в 22 км к югу от Шахритуса. Является административным центром джамоата им. Джуры Назарова Шахритусского района Хатлонской области.
Население — 2606 человек (2017).

## Транспорт
Близ села находится одноимённая железнодорожная станция (соседние станции — Айвадж и Шахритус). В 1970-х годах была построена дорога нормальной колеи от Термеза (Узбекистан) через нижние долины Кафирнигана и Вахша в Яванскую долину (Термез — Шахритус (Шаартуз) — Бохтар (Курган-Тюбе) — Яван). Дорога огибает с юга хребет Койкитау (южное окончание хребта Туюнтау). По железной дороге вывозилась продукция одного из крупнейших предприятий Таджикистана по производству азотных удобрений «Азот» (бывший Вахшский азотно-туковый завод), расположенного в городе Левакант и построенного в 1967 году. В период суверенитета начал функционировать цех восстановления платформ на станции Хошады. По дороге осуществлялся экспорт хлопка, а также импорт строительных материалов и продуктов питания в Хатлонскую область. В 2011 году был закрыт узбекский участок дороги Галаба — Амузанг, а затем демонтирован. После этого Туркмения начала строительство железной дороги Туркмения — Афганистан — Таджикистан, чтобы избежать транспортной зависимости от Узбекистана. В феврале 2018 года Узбекистан восстановил участок Галаба — Амузанг. 7 марта открыт железнодорожный пункт пропуска через государственную границу «Амузанг».